# Emily Lloyd
Emily Lloyd (Londra, 29 settembre 1970) è un'attrice britannica.

## Biografia
Attrice inglese figlia d'arte (suo padre è Roger Lloyd Pack), si mise in luce all'inizio degli anni 1990 allorché recitò in alcune pellicole di discreta popolarità, quali Chicago Joe, a fianco di Kiefer Sutherland, e Cookie con Peter Falk.

## Premi
- Evening Standard British Film Awards 1987 - miglior attrice per il film Vorrei che tu fossi qui!

## Filmografia parziale
- Vorrei che tu fossi qui! (Wish You Were Here), regia di David Leland (1987)
- Vietnam - Verità da dimenticare (In Country), regia di Norman Jewison (1989)
- Cookie, regia di Susan Seidelman (1989)
- Chicago Joe (Chicago Joe and the Showgirl), regia di Bernard Rose (1989)
- A letto in tre (1991)
- In mezzo scorre il fiume (A River Runs Through It), regia di Robert Redford (1992)
- Under the Hula Moon (1995)
- Sabato nel pallone (1996)
- The Real Thing (1996)
- Benvenuti a Sarajevo (Welcome to Sarajevo), regia di Michael Winterbottom (1997)
- Woundings - La guerra nei corpi (1998)
- Il popolo del fiume (Riverworld) – film TV , regia di Kari Skogland (2003)